# ОШ „Смех и суза” Алексинац
Основна школа за образовање и васпитање ученика са сметњама у развоју и инвалидитетом „Смех и суза” у Алексинцу  бави се васпитањем и образовањем ученика са посебним потребама од првог до осмог разреда основне школе.
Школа као једина на територији Општине Алексинац која образује и васпитава ученике са сметњама у развоју и инвалидитетом, покрива и Општине Ражањ и Сокобању. Школа  носи назив по истоименом удружењу које је у првој половини 20. века откупило садашњу зграду за потребе основне школе. Зграда школе је један од првих зиданих грађевина у Алексинцу, грађена као породична кућа у другој половини 19. века, представља културно-историјску знаменитост и под заштитом је државе. Од 3. новембра 1981. године, када је формирана, школа је смештена у овој згради, која се налази у центру града у непосредној близини ОШ „Вожд Карађорђе”, Алексиначке гимназије и Дома за незбринуту децу „Христина Маркишић”.
Визија школе - "Наша ће Школа у будућности бити школа препознатљивог духа, која формира ученике спремне за интеграцију и самостални живот и рад у друштву."
Мисија школе - " Осавремењавање наставе, ангажовање свих потенцијала ученика и наставника, пружање једнаких могућности свима, добра комуникација између учесника образовно-васпитног процеса, поштовање људских и дечијих права и моралних вредности, са крајњим циљем активног укључивања деце са посебним потребама у основне друштвене токове и живот."